# 船橋市立西海神小学校
船橋市立西海神小学校（ふなばししりつ にしかいじんしょうがっこう）は、千葉県船橋市海神五丁目にある公立小学校。

## 所在地
- 北緯35度42分34秒 東経139度58分6秒 / 北緯35.70944度 東経139.96833度
- 船橋市立西海神小学校 - 地理院地図
- 船橋市立西海神小学校 - Google マップ

## 交通
- JR総武線西船橋駅 徒歩15～20分
- 京成本線海神駅下車 徒歩約5～7分

## 周辺施設
- サイゼリヤ 船橋海神店
- オランダ屋 船橋海神店

## 主な行事
- 運動会(5月の日曜)
- わくわくバザー(6月末または7月初めの日曜)

PTAが力を入れていて、校外からも多数の人が集まる盛大なお祭りとなっている
- 音楽祭(12月上旬の土曜)
- やきいも大会(11月下旬の日曜) - めだかの会主催。ドッジボール、綱引きなども行う。初回は2002年。
- 6年生を送る会(2月中旬)

卒業式とは別に6年生をおくりだす会。

### 4校○○会
海神中、海神小、西海小、海神南小のPTAが協力して会を催す。例 : 4校PTAソフトボール大会、四校合同懇親会。

## 主な進学先
- 船橋市立海神中学校
- 船橋市立葛飾中学校
- 船橋市立行田中学校

## 著名な出身者
- 雜賀恵斗（バレーボール選手：日立リヴァーレ）

## 問題点
- 2008年5月1日現在の校舎の耐震強度は市内で最も低いレベルにあり地震による崩壊の危険性がかなり高いが、児童数の少なさから耐震工事は後回しにされている。
- 2008年9月9日市議会で建て替えの議論がされた[1]。
- 平成22年度船橋市一般会計予算で耐震改修費が盛り込まれた[2]。